# 오가 데쓰오
오가 데쓰오(일본어: 相賀徹夫, 1925년 6월 15일~2008년 12월 21일)는 일본의 기업인이다. 쇼가쿠간의 2대 사장, 슈에이샤의 초대 사장, 일본서적출판협회 이사장, 일본잡지협회 이사장을 지냈다. 쇼와 시대부터 헤이세이 시대까지 54년간 사장(1938년~1992년)직을 맡았다.

## 생애
1925년 쇼가쿠칸의 초대 사장 오가 다케오의 장남으로 도쿄에서 태어났다. 1938년 아버지가 사망해 13세에 사장직을 이었다.
세이케이 초등학교, 구제 세이케이 고등학교 (문과) 졸업 후, 도쿄제국대학 (현 도쿄대학) 문학부 종교학과에서 와츠지 테츠로에게 가르침을 받는다. 재학 중 1945년 쇼가쿠칸을 주식회사로 개편했으며, 1947년 대학을 중퇴하고 가업에 전념했다. 같은 해, 지지거 종이 연극에 감동한 것을 계기로, 야마카와 소지의 작품 "소년 왕자"를 자회사였던 슈에이샤에서 출판 후 기록적인 베스트셀러가 된다. 이를 계기로 집영사는 사업을 재개했다. 1950년대부터 1990년대 전반까지 쇼가쿠칸에서 발행된 서적(잡지 제외) 발행자에 오오가 테츠오의 이름이 적혀 있다.
1963년 여성 세븐, 1969년 주간 포스트를 창간하고 1970년에 사비를 들여 쇼덴샤를 설립했다.
오랫동안 쇼가쿠칸의 총수로 일본 아동서 출판업계에 종사하다가 쇼가쿠칸 창업 70주년을 맞은 1992년 5월, 장남 오오가 마사히로에게 사장직을 물려주고 1993년 이사 상담역으로 물러났다. 2008년 12월 21일 83세의 나이로 사망한다.